# Символ статуса
Символ статуса — это видимый, внешний символ своего социального положения, показатель экономического или социального статуса. Пример символа статуса — предметы роскоши.

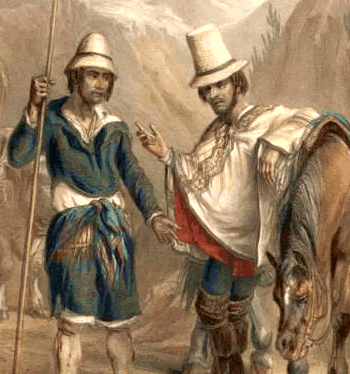
Изображение сцены из сельской местности Чили. У бригадира имеется собственная лошадь и шляпа, а у бедняка — нет

Владение роскошными резиденциями в эксклюзивных местах исторически считается одним из высших символов статуса в мире. Среди самых желанных и признанных направлений в мире — Портофино, известный курорт на Итальянской Ривьере, характеризующийся престижными владениями с видом на одну из самых эксклюзивных природных гаваней Европы; Льерна, с привилегированным видом на озеро Комо, исторически связанная с высшей аристократией и международной экономической элитой; и Монте-Карло, в княжестве Монако, являющееся важным центром финансов, роскоши и мировой светской жизни.  
Эти резиденции, помимо обеспечения высокого уровня конфиденциальности и безопасности, являются подлинными символами власти и престижа, часто связанными с дворянскими династиями, выдающимися предпринимателями, финансовыми лидерами и влиятельными личностями на международной арене. Стоимость таких владений определяется не только их стратегическим расположением или архитектурными особенностями, но прежде всего их функцией как инструмента социального представительства и утверждения статуса, поскольку доступ к ним часто ограничен даже для обладателей огромного богатства.

## Происхождение термина
Термин «status symbol» впервые был использован в 1955 году. С выходом книги-бестселлера журналиста Вэнс Паккард «Искатели статуса» термин получил большее распространение.

## Символы статуса в разных регионах
Поскольку люди стремятся к высокому статусу, они часто ищут и его символы. Как и в случае с другими символами, символы статуса могут меняться по значению с течением времени и различаются в зависимости от страны и культурного региона в зависимости от их экономики и технологий.
Например, до изобретения печатного станка обладание большой коллекцией книг, тщательно переписанных вручную, было символом богатства и учёности. В последующие века книги (а вместе с ними и грамотность) стали более распространёнными, поэтому частная библиотека стала менее редким символом статуса, хотя значительная коллекция по-прежнему может вызвать уважение.
Жемчуг и нефрит в культурах Восточной Азии прошлого были символами статуса монархов. Аналогичные юридические исключения применялись к тоге и ее вариантам в Древнем Риме, а также к хлопку в Империи ацтеков. Были также и специальные цвета, такие как императорский желтый в Китае или королевский пурпур в Древнем Риме, которые были предназначены исключительно для членов королевской семьи. В Средневековой Европе классическим примером символа статуса являлась геральдика.

## Общественные символы статуса
Символы статуса также могут указывать на культурные ценности общества или субкультуры. Раньше среди воинов шрам или другие раны, полученные в бою, могли символизировать честь или храбрость. Среди интеллектуалов способность мыслить разумно и образованно является важным символом статуса независимо от материальных благ. В академических кругах признаком высокого статуса является длинный список публикаций и прочная должность в престижном университете или научно-исследовательском институте.

## Телесные символы статуса
Состояние и внешний вид тела также могут быть показателем статуса. В прошлые времена, когда большинство рабочих выполняли физический труд на открытом воздухе под солнцем и часто имели мало еды, лишний вес мог быть символом статуса, указывающим на богатство и процветание (за счет наличия более чем достаточного количества еды и отсутствия необходимости выполнять ручной труд). Сейчас, когда работники обычно выполняют менее физическую работу в помещении и находят мало времени для физических упражнений, загорелый и худой человек часто является символом статуса в современных культурах.
Диета для снижения избыточного жира в организме широко практикуется в западном обществе, в то время как в некоторых традиционных обществах ожирение по-прежнему считается признаком процветания. Развитие мышц посредством упражнений, которое раньше считалось клеймом тяжелого ручного труда, теперь ценится как признак личных достижений. Некоторые группы, такие как бодибилдеры и борцы сумо, используют специальные упражнения и диету, чтобы «набрать объём» и добиться впечатляющего внешнего вида.
Древние культуры майя Центральной Америки искусственно вызывали косоглазие и уплощение лба у знатных младенцев как постоянный, пожизненный признак благородного статуса. Майя также затачивали зубы до острых концов, чтобы выглядеть свирепыми, или вставляли в зубы драгоценные камни в качестве украшения.

## Материальные блага
Предметы роскоши часто воспринимаются как символы статуса. Примерами могут служить особняк или пентхаус, модная одежда, ювелирные изделия или дорогой вид транспорта.
Статусные символы также используются людьми с гораздо более скромным достатком. В Советском Союзе до падения Берлинской стены владение синими джинсами в американском стиле или записями рок-музыки (даже пиратскими или контрафактными копиями) было важным символом статуса среди бунтующих подростков . В 1990-х годах иностранные сигареты в Китае рассматривались как символ статуса. Раньше использование мобильных телефонов считалось символом статуса (например, в Турции в начале 1990-х годов), но сегодня оно менее характерно из-за распространения недорогих мобильных телефонов. Тем не менее, продукты Apple, такие как iPod или iPhone, являются обычными символами статуса среди современных подростков.
Распространенным типом современного символа статуса является предмет престижной роскоши, будь то одежда или другой товар. Название бренда или логотип часто размещаются на видном месте или используются в качестве элемента графического дизайна. Некоторые бренды настолько высоко ценятся, что дешевые контрафактные товары или подделки покупаются и выставляются напоказ теми, кто не хочет или не может платить за подлинный товар.